# Mazda 121

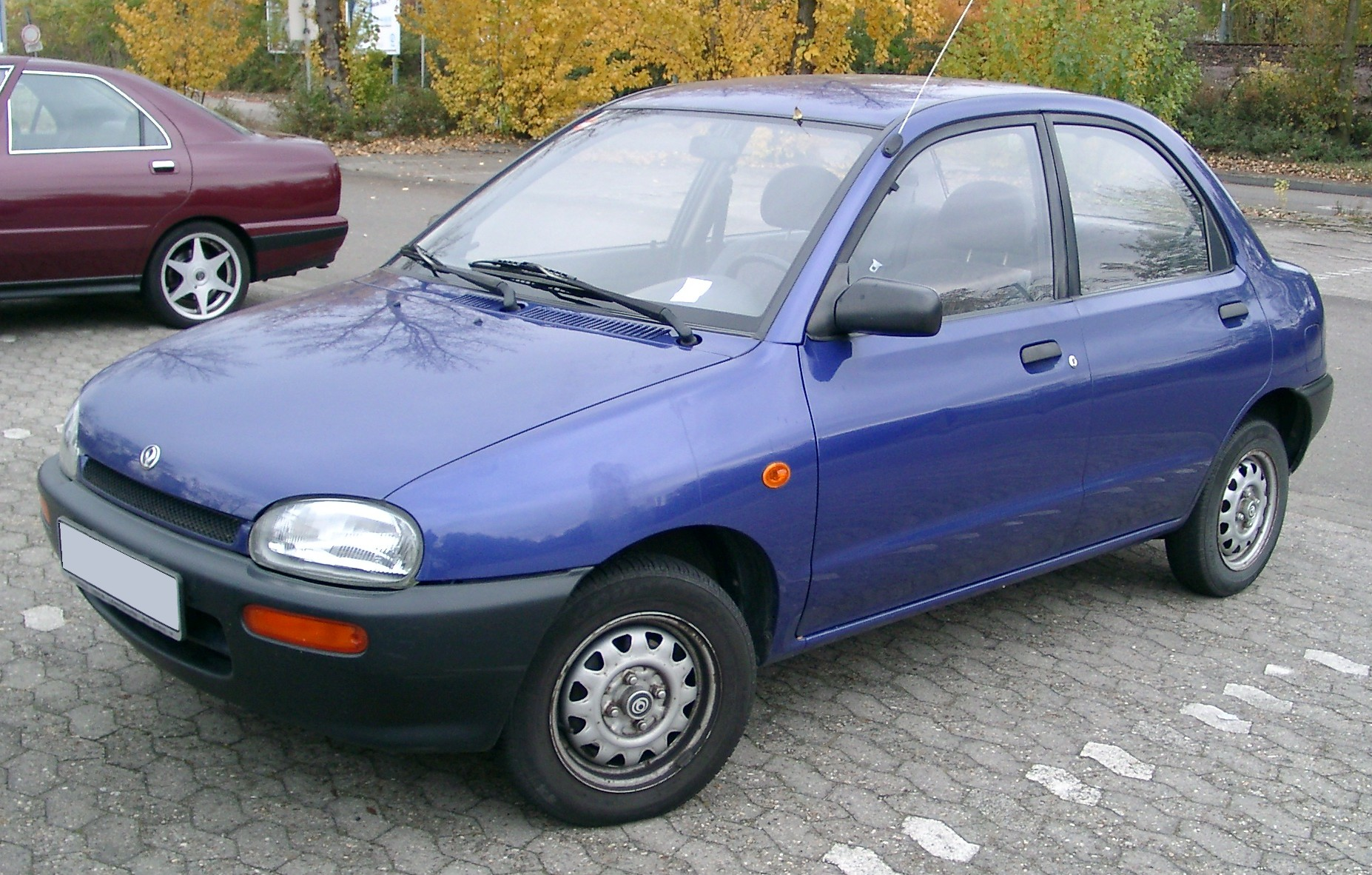
Mazda 121 (generation 2)

Mazda 121 är från början en sportcoupé och senare en småbil tillverkad av Mazda.
Mazda 121 kom redan 1975 och var då en stor sportcoupé. Den fanns även med wankelmotor och hette då RX-5.
Första generationen av Mazda 121 som småbil kom 1988 och tillverkades fram till 1991. Den tillverkades senare som Kia Pride och samtidigt som Ford Festiva, i båda fallen i Sydkorea, i motsats till 121-versionen som byggdes i Japan. Andra generationen tillverkades 1991-1998. Denna var i sedanversion, i motsats till generation 1:s hatchback. Denna kallades Autozam Revue i Japan. När den skulle ersättas valde Mazda att ersätta den med en omdöpt Ford Fiesta. Den togs inte in till Sverige och efterträddes senare av Mazda Demio och nuvarande Mazda 2.
Mazda 121 är en bilmodell som har genomgått flera förändringar sedan introduktionen. Under åren 1975 till 2002 användes namnet "Mazda 121" för olika modeller på olika marknader. Den första versionen var en variant av andra generationens Mazda Cosmo sportbil, tillgänglig mellan 1975 och 1981. Senare, från 1986 till 1991, användes namnet för första generationens Ford Festiva, en subkompakt bil. Mellan 1991 och 1998 betecknade Mazda 121 en fyrdörrars sedan känd som Autozam Revue i Japan. Från 1996 till 2002 användes namnet för första generationens Mazda Demio i vissa länder där den Fiesta-baserade 121 inte såldes. Under samma period såldes även en ommärkt version av fjärde generationens Ford Fiesta som Mazda 121 på vissa europeiska marknader.
Den andra generationen av Mazda 121, även känd som Autozam Revue i Japan, var en subkompakt fyrdörrars sedan som tillverkades mellan 1990 och 1998. Den kännetecknades av sin ovanliga, höga och rundade design med ett mycket kort separat bagageutrymme. Denna generation erbjöds med bensinmotorer på 1,1, 1,3 och 1,5 liter, samt med femväxlad manuell eller fyrväxlad automatisk växellåda.
I Europa såldes denna generation av Mazda 121 från 1991 till 1996. Den ersattes senare av en ommärkt version av Ford Fiesta och kort därefter av Mazda Demio, en femdörrars kombi. Försäljningen i Europa var generellt sett låg, delvis på grund av att priset låg nära det för den större Mazda 323.
Den tredje generationen av Mazda 121, tillverkad mellan 1996 och 2003, var en gemensam utveckling med Ford och delade plattform och exteriördesign med Ford Fiesta '96. Denna generation erbjöds som tre- eller femdörrars halvkombi och hade motoralternativ som inkluderade 1,3-liters bensinmotorer och 1,8-liters dieselmotorer. Trots likheterna med Fiesta nådde denna generation av Mazda 121 aldrig samma försäljningsframgångar.
Under sin produktionstid genomgick Mazda 121 flera förändringar i design och tekniska specifikationer för att anpassa sig till olika marknader och samarbeten inom bilindustrin. Modellen ersattes så småningom av Mazda2, men har fortfarande en plats i Mazdas historia som en mångsidig och praktisk småbil.